# Iguaraçu (kommun i Brasilien)
Iguaraçu är en kommun i Brasilien.   Den ligger i delstaten Paraná, i den södra delen av landet, 900 km sydväst om huvudstaden Brasília. Antalet invånare är 3 992.
Trakten runt Iguaraçu består till största delen av jordbruksmark. Runt Iguaraçu är det ganska glesbefolkat, med 29 invånare per kvadratkilometer.